# 배틀 스피리츠 소년격패 단
《배틀 스피리츠 소년돌파 단》(バトルスピリッツ 少年突破ダン)은 TV 아사히 계열에서 방영한 50부작 만화이다. 2009년 9월 13일부터 2010년 9월 5일까지 방영되었다.